# Psathyrostachys caduca
Psathyrostachys caduca là một loài thực vật có hoa trong họ Hòa thảo. Loài này được (Boiss.) Melderis miêu tả khoa học đầu tiên năm 1965.